# Lumbrineris japonica
Lumbrineris japonica är en ringmaskart som beskrevs av Marenzeller 1879. Lumbrineris japonica ingår i släktet Lumbrineris och familjen Lumbrineridae. Inga underarter finns listade i Catalogue of Life.